# Le Jardin
Le Jardin è una frazione del comune di Montaignac-sur-Doustre, nel dipartimento della Corrèze nella regione della Nuova Aquitania. In precedenza comune autonomo, il 1º gennaio 2022 è confluito insieme all'ex comune di Montaignac-Saint-Hippolyte nel nuovo comune di Montaignac-sur-Doustre.

## Storia

### Simboli
Lo stemma comunale è stato adottato il 16 aprile 1988 e riprende il blasone della famiglia Valon a cui è sovrapposto l'emblema dei visconti di Ventadour.

## Società

### Evoluzione demografica
Abitanti censiti